# Sarah Bernhardt

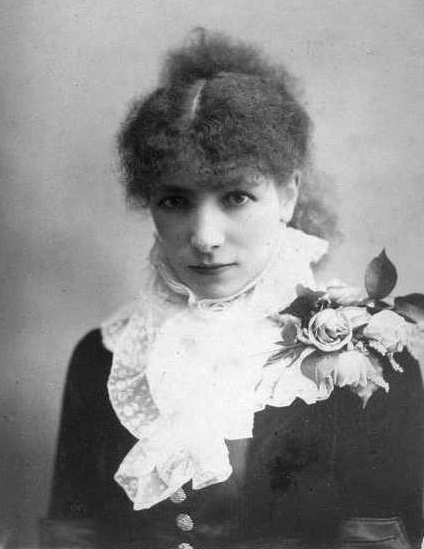
Sarah Bernhardt (1882)

Sarah Bernhardt [sara bɛrˈnar] (* 22. Oktober 1844 in Paris; † 26. März 1923 ebenda; eigentlich Marie Henriette Rosine Bernardt) war eine französische Schauspielerin. Sie gilt als die berühmteste Darstellerin ihrer Zeit und war einer der ersten Weltstars.

## Leben und Laufbahn

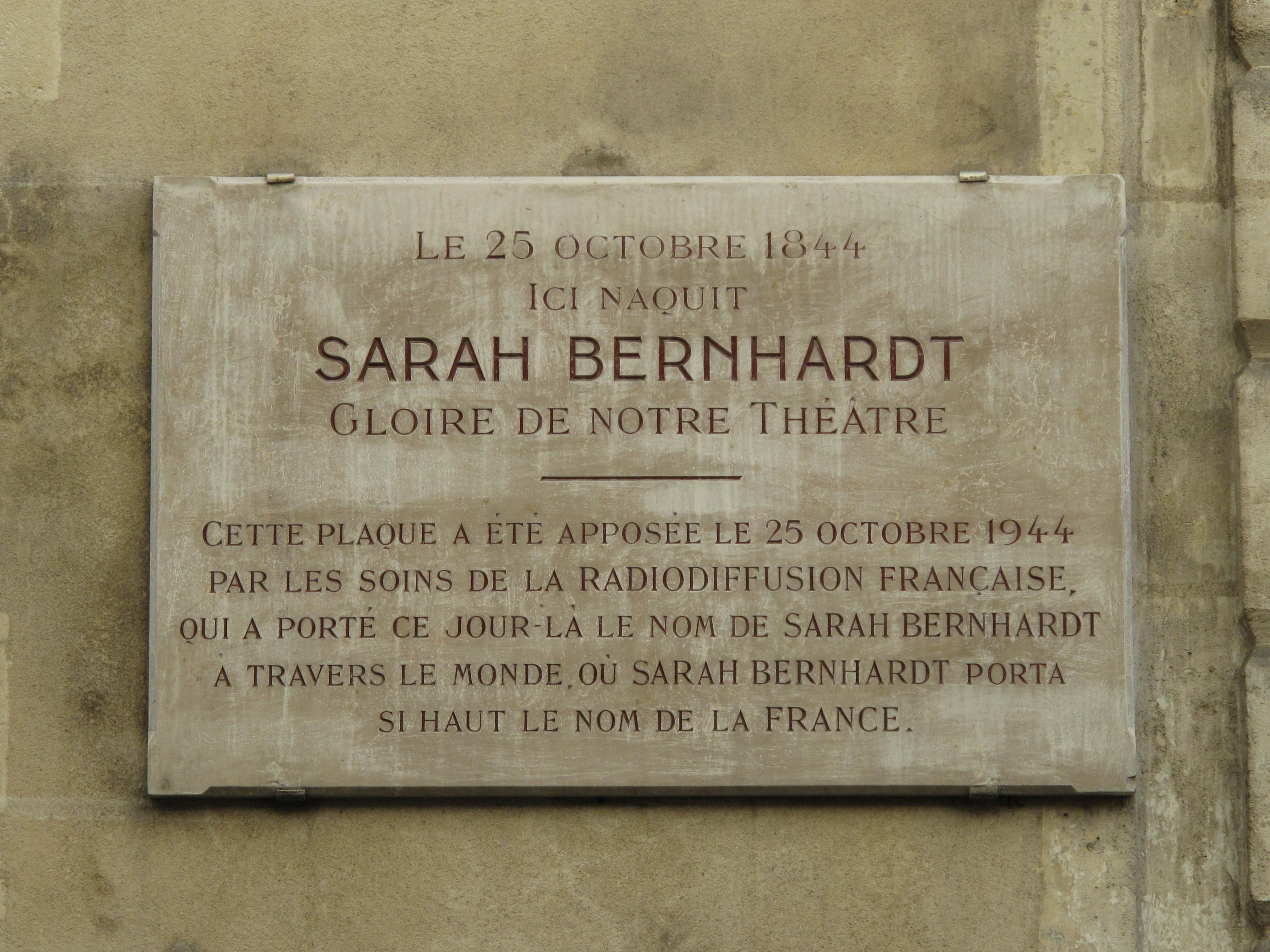
Gedenktafel am Geburtshaus von Sarah Bernhardt, angebracht anlässlich ihres 100. Geburtstags

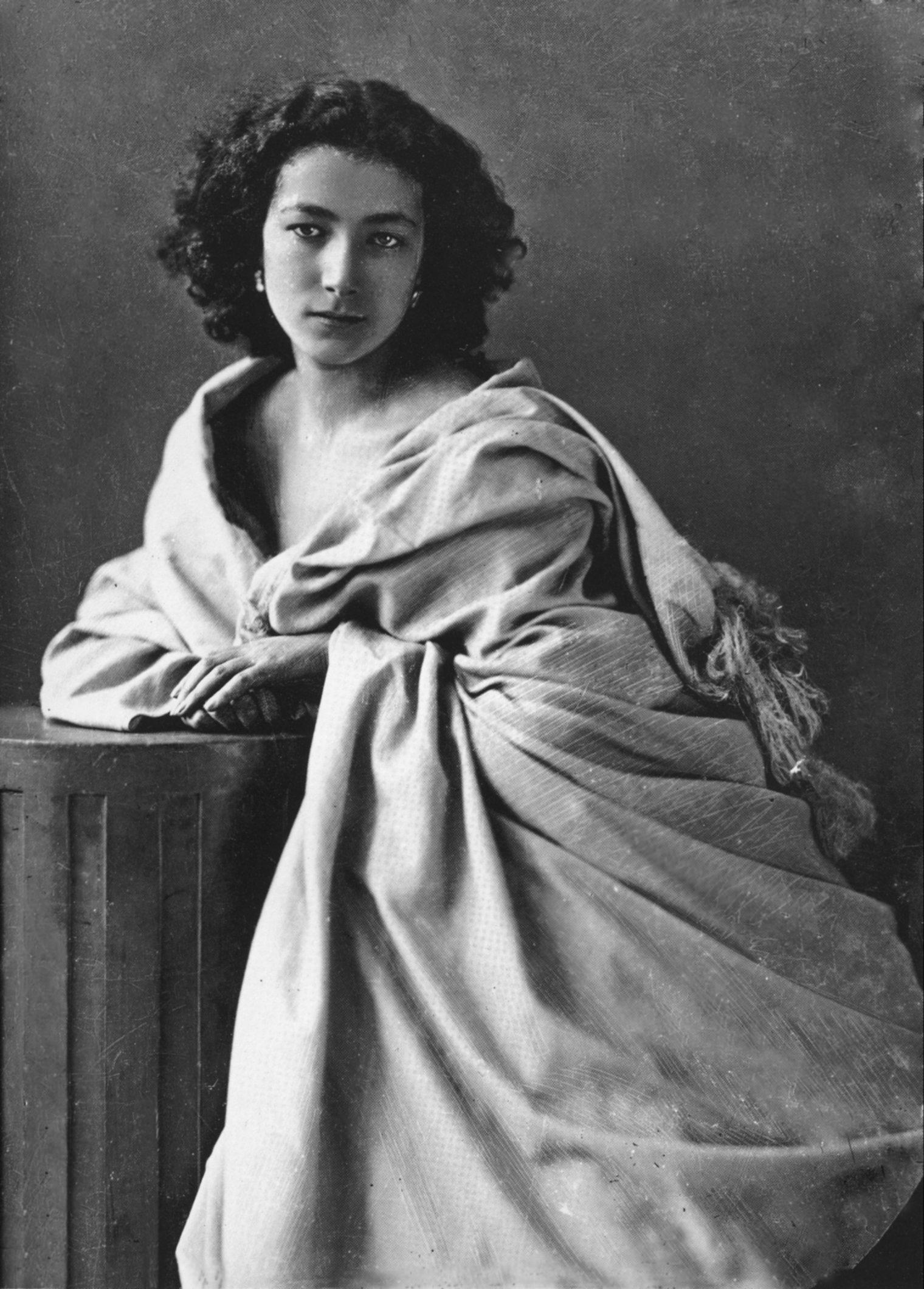
Sarah Bernhardt um 1864, auf einem Porträtfoto von Félix Nadar

Sarah Bernhardt war die Tochter von Judith Bernardt, einer in Berlin geborenen niederländischen Modistin jüdischer Herkunft, die sich in Paris als Kurtisane niederließ und dort auch unter dem Namen Youle (Julie) bekannt war. Als ursprünglicher Familienname der Mutter ist van Hardt belegt. Die Identität von Sarah Bernhardts Vater lag lange Zeit im Dunkeln. Erst 2022 wurde nachgewiesen, dass es sich um den 1819 geborenen Édouard Gustave Viel, einen jungen Rechtsanwalt in Le Havre, handelte, der schließlich 1855 wegen Betrugs eine achtzehnmonatige Gefängnisstrafe verbüßte und, seiner Bürgerrechte beraubt, 1857 unter ungeklärten Umständen in Pisa starb. Er hatte eine Liebesbeziehung zu Judith Bernardt unterhalten, die 1851 möglicherweise eine zweite Tochter von ihm zur Welt brachte, Jeanne, deren Vaterschaft jedoch ungeklärt blieb. Judith Bernardt trat 1860 in einen Rechtsstreit um Sarahs Anteil an Viels Erbe; Sarah erbte schließlich 8.000 Francs und wurde auch im Testament ihrer Großmutter, der Mutter ihres Vaters, mit 3.000 Francs bedacht, ohne dass die Vaterschaft Viels anerkannt wurde.
Bis zu ihrem achten Lebensjahr wurde Sarah Bernhardt von einem Kindermädchen aufgezogen, dann kam sie in ein Mädchenpensionat und mit zehn Jahren in eine Klosterschule in Versailles. Ihr kindlicher Berufswunsch war es, Nonne zu werden. Doch der Duc de Morny, ein Halbbruder Napoleons III. und Gönner ihrer Mutter, war der Ansicht, das leicht erregbare, einfühlsame Wesen des jungen Mädchens prädestiniere es für die Kunst des Theaters, und vermittelte der 14-Jährigen eine Schauspielausbildung am Pariser Konservatorium. Vier Jahre später debütierte sie an der Comédie-Française in der Titelrolle des klassischen Schauspiels Iphigénie von Jean Racine. Nach einem Streit mit einer Kollegin wurde sie entlassen und musste sich eine Zeitlang mit unbedeutenden Rollen an kleineren Theatern begnügen. 1864 wurde in Paris ihr Sohn Maurice geboren. Sein Vater war der belgische Fürst Henri de Ligne, den Bernhardt in Brüssel kennen gelernt hatte und der sie heiraten wollte, doch von seiner Familie zurückgehalten wurde.
Bernhardts erster großer beruflicher Erfolg stellte sich im Jahr 1868 ein, als sie am Odéon, einem Theater am Jardin du Luxembourg in Paris, in Kean von Alexandre Dumas d. Ä. auftrat. 1869 erlebte sie ihren Durchbruch im Einakter Le Passant von François Coppée. Im deutsch-französischen Krieg 1870/71, als alle Theater geschlossen wurden und das Odéon als Lazarett diente, betätigte sie sich als Krankenschwester und pflegte verwundete Soldaten. Nach dem Krieg kehrte sie an die Comédie-Française zurück, und es begann ihr schneller steiler Aufstieg. Bald war sie die berühmteste Darstellerin ihrer Zeit, in Frankreich gefeiert als la Voix d’or, „die goldene Stimme“ (so nannte sie zuerst Victor Hugo), und la Divine, „die Göttliche“.

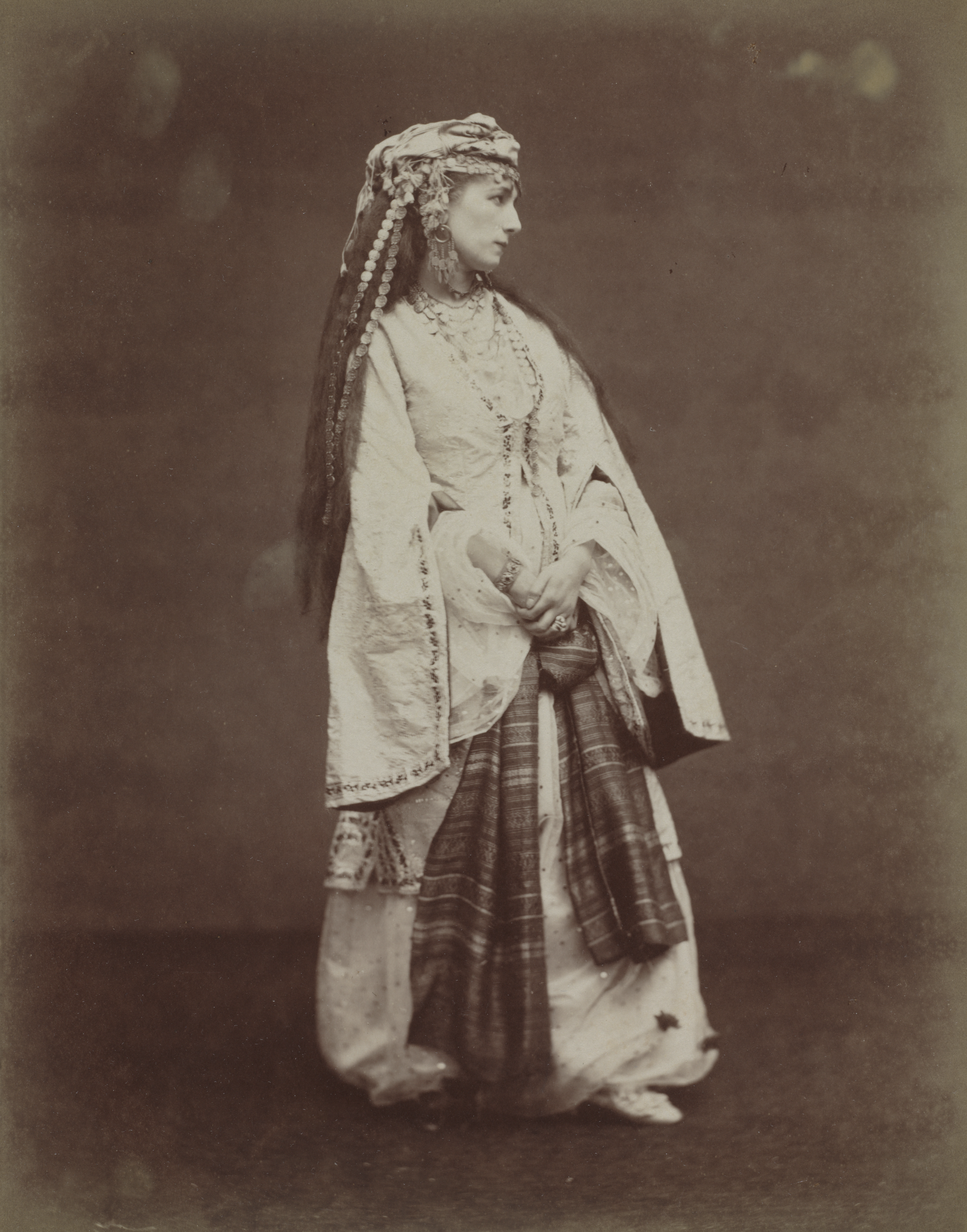
Sarah Bernhardt in Zaire von Voltaire, Foto: Étienne Carjat, Cleveland Museum of Art 1874

Ein wesentlicher Teil ihrer künstlerischen Arbeit – und Voraussetzung für ihren weltweiten Ruhm – waren ausgedehnte Gastspielreisen. Mit ihrer eigenen Schauspieltruppe trat sie 1879 in London auf. 1880 folgte eine halbjährige Tournee durch 51 Städte der USA. 1881 gab sie Vorstellungen in Russland, Italien, Griechenland, Ungarn, der Schweiz, Dänemark, Belgien und den Niederlanden. Englands Königin Victoria und der russische Zar Alexander III. gehörten zu ihren Bewunderern.

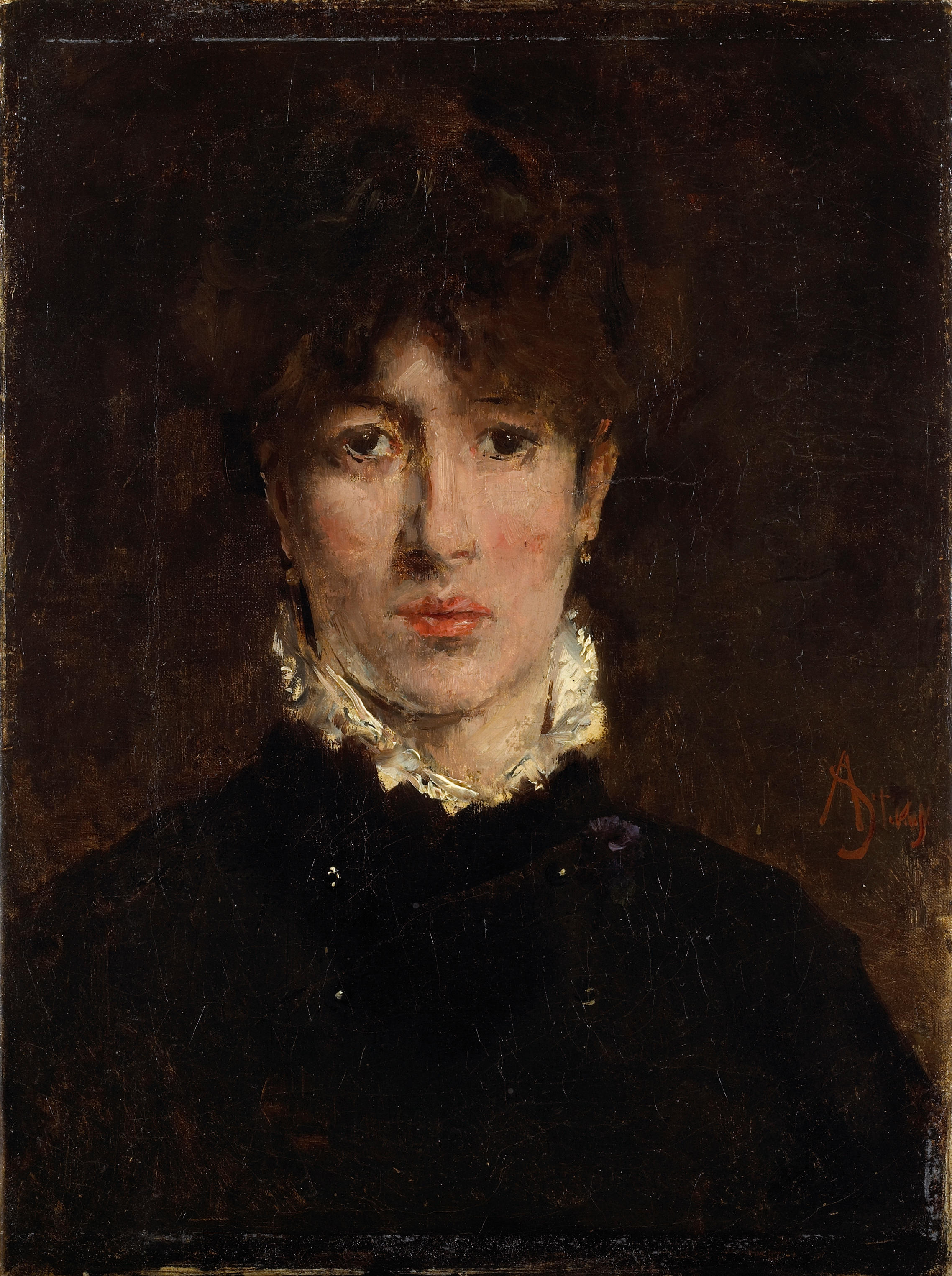
Sarah Bernhardt, Gemälde von Alfred Stevens, um 1882

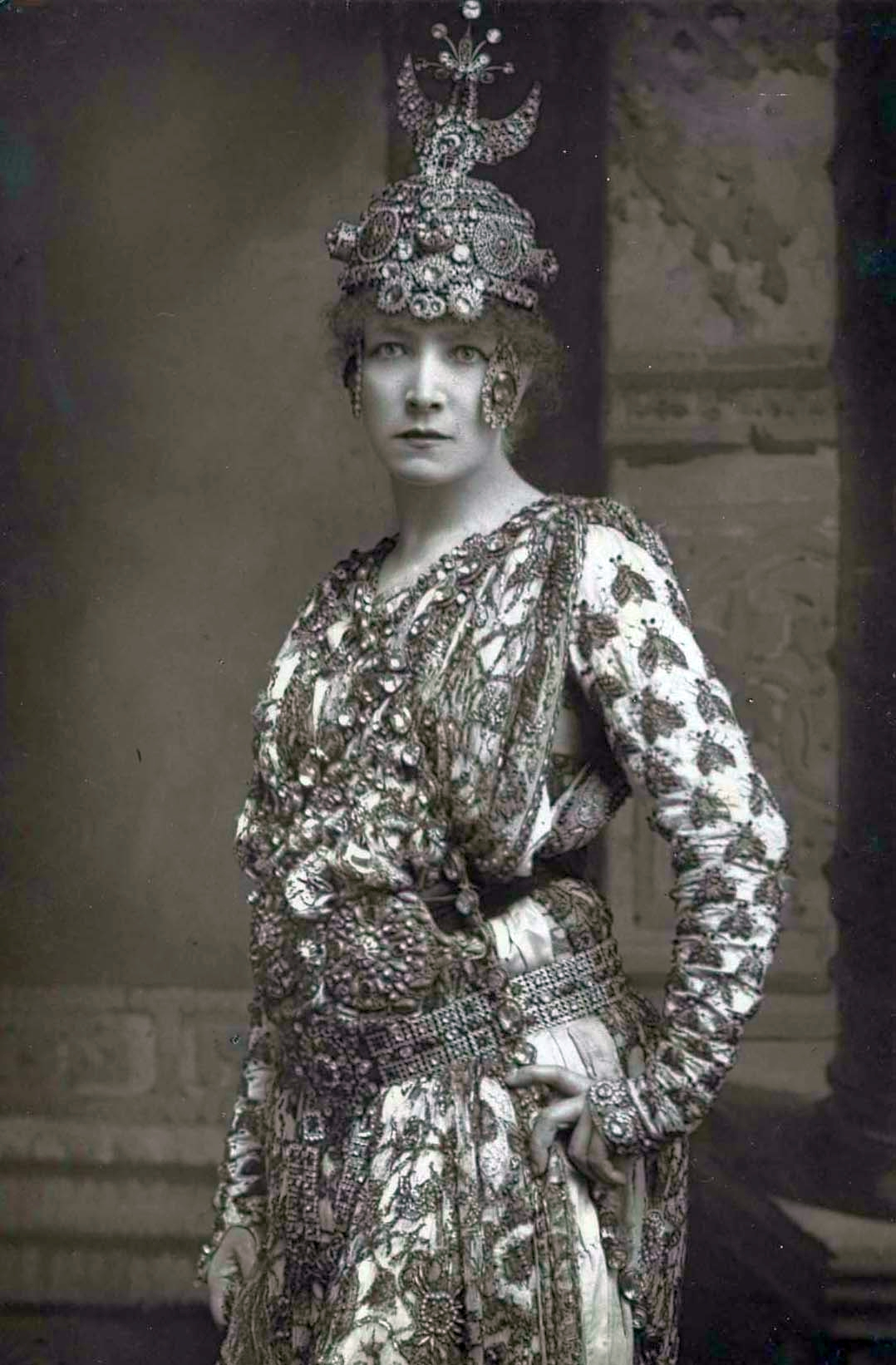
Bernhardt als Théodora (1900) im gleichnamigen Drama von Victorien Sardou

Im Jahr 1882 heiratete Bernhardt einen griechischen Botschaftsattaché, Jacques Damala, der sich für begabt genug hielt, um als ihr Bühnenpartner aufzutreten. Bernhardt eröffnete für ihn ein eigenes Theater, das ihr Sohn Maurice leitete. Das Unternehmen scheiterte, da Damalas Akzent den Spott des Publikums hervorrief und er zudem seine Glücksspiel- und Morphinsucht aus der Theaterkasse finanzierte. Noch im Jahr der Hochzeit trennte sich das Paar. Nach vorübergehender Aussöhnung und erneutem Zerwürfnis starb Damala 1889 mit 34 Jahren an den Folgen seiner Drogensucht.
Nachdem ihr Ehemann sie finanziell ruiniert hatte, unternahm Bernhardt eine Europatournee, um die Verluste wieder einzuspielen. Zwischen 1886 und 1889 folgten erneut gefeierte Gastspiele in den USA und von 1891 bis 1893 eine Welttournee. So wurde Sarah Bernhardt ein Weltstar, verehrt in ganz Europa und Amerika. Auftritte in Deutschland lehnte sie wegen des Krieges von 1870/71 zunächst ab. Erst 1902 besuchte sie Berlin und trat an mehreren Abenden in Folge als Fedora, Tosca, Kameliendame, Hamlet und Phädra auf. Am zweiten Abend wohnte auch Kaiser Wilhelm II. ihrer Darbietung bei.

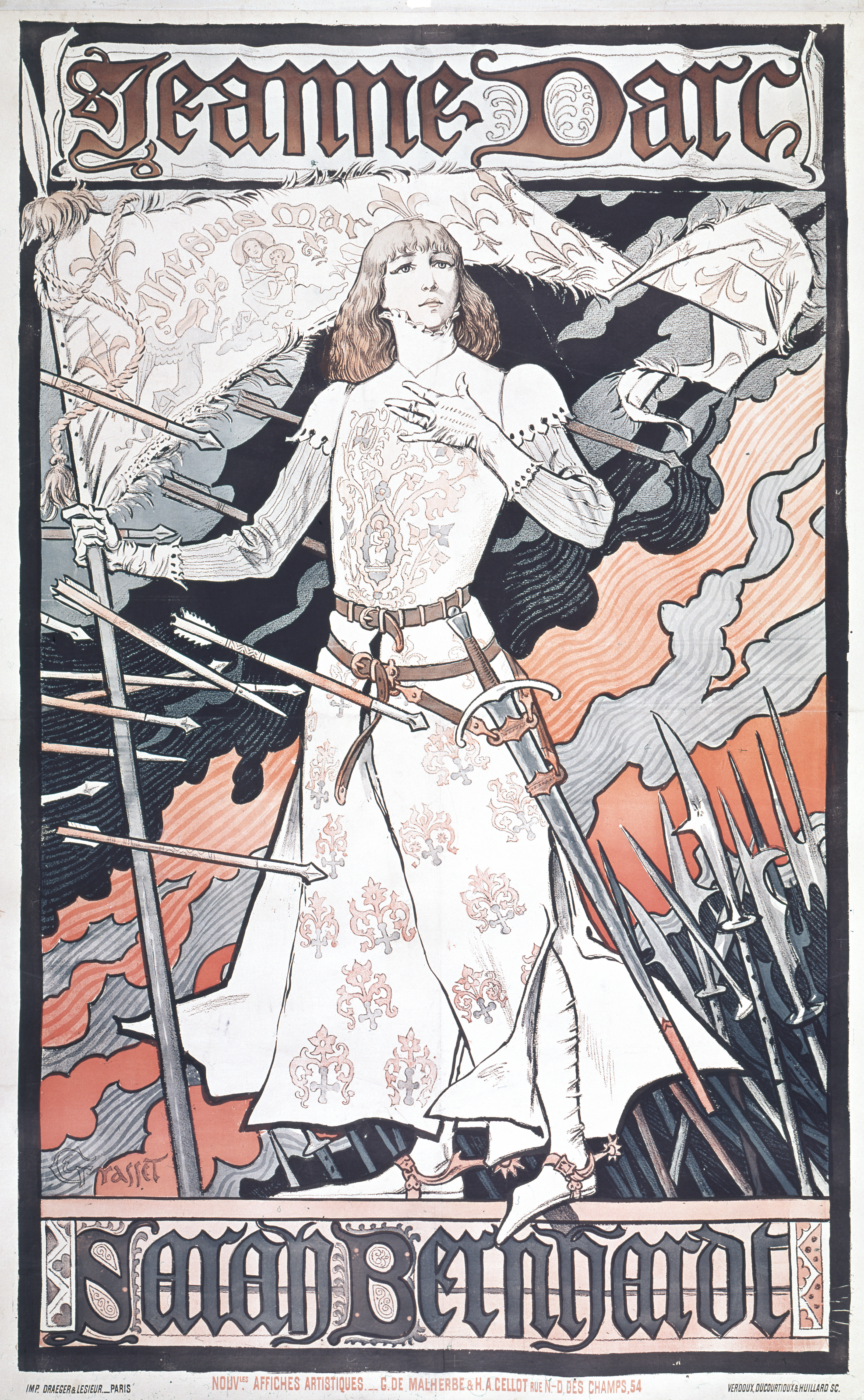
Theaterplakat für Sarah Bernhardt als Jeanne d’Arc. Eugène Grasset, 1894

Zwischen ihren Tourneen engagierte sich Sarah Bernhardt in Paris. Hier leitete sie mehrere Theater, an denen sie auch selbst auftrat: von 1893 bis 1899 das Théâtre de la Renaissance und von 1899 bis zu ihrem Tod das Théâtre Lyrique an der Place du Châtelet (früherer Name auch Théâtre des Nations), das sie in Théâtre Sarah-Bernhardt umbenannte (heute Théâtre de la Ville). In diesen Jahren (1895–1900) entwarf Alfons Mucha ihre Werbeplakate, die große Aufmerksamkeit erregten.
1894 entdeckte sie auf der Belle-Île-en-Mer an der Pointe des Poulains eine stillgelegte Festung, die sie umgehend kaufte und nach ihrem Geschmack umbauen ließ. In den Folgejahren erweiterte sie das Anwesen durch Zukäufe weiterer Immobilien. Bis zu ihrem Lebensende verbrachte Sarah Bernhardt hier die Sommermonate. Das Gebäude trägt inzwischen den Namen Fort Sarah-Bernhardt und wurde in den 2000er Jahren in ein Sarah-Bernhardt-Museum umgewandelt.

Fort Sarah Bernhardt – Sarah-Bernhardt-Museum
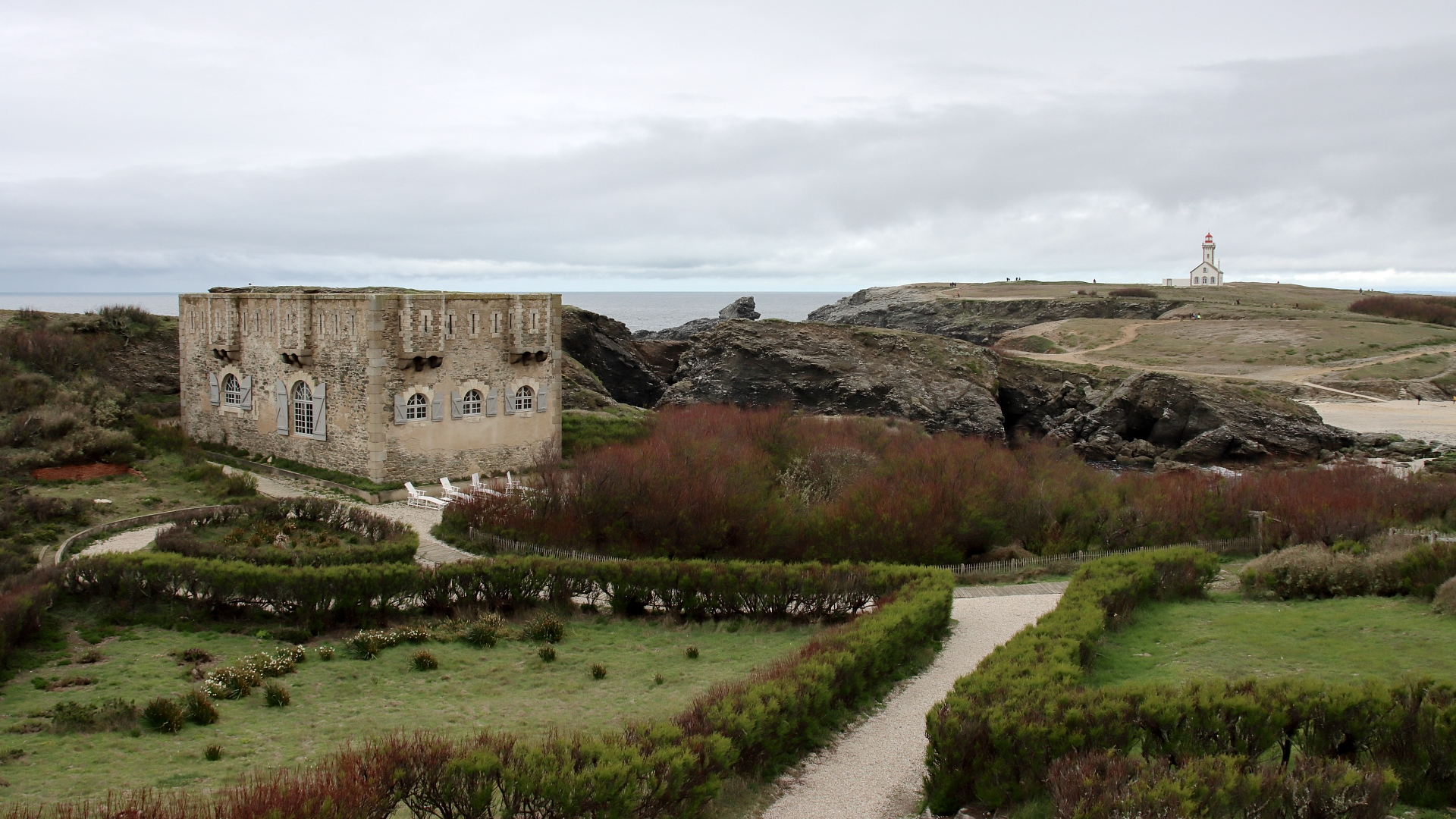
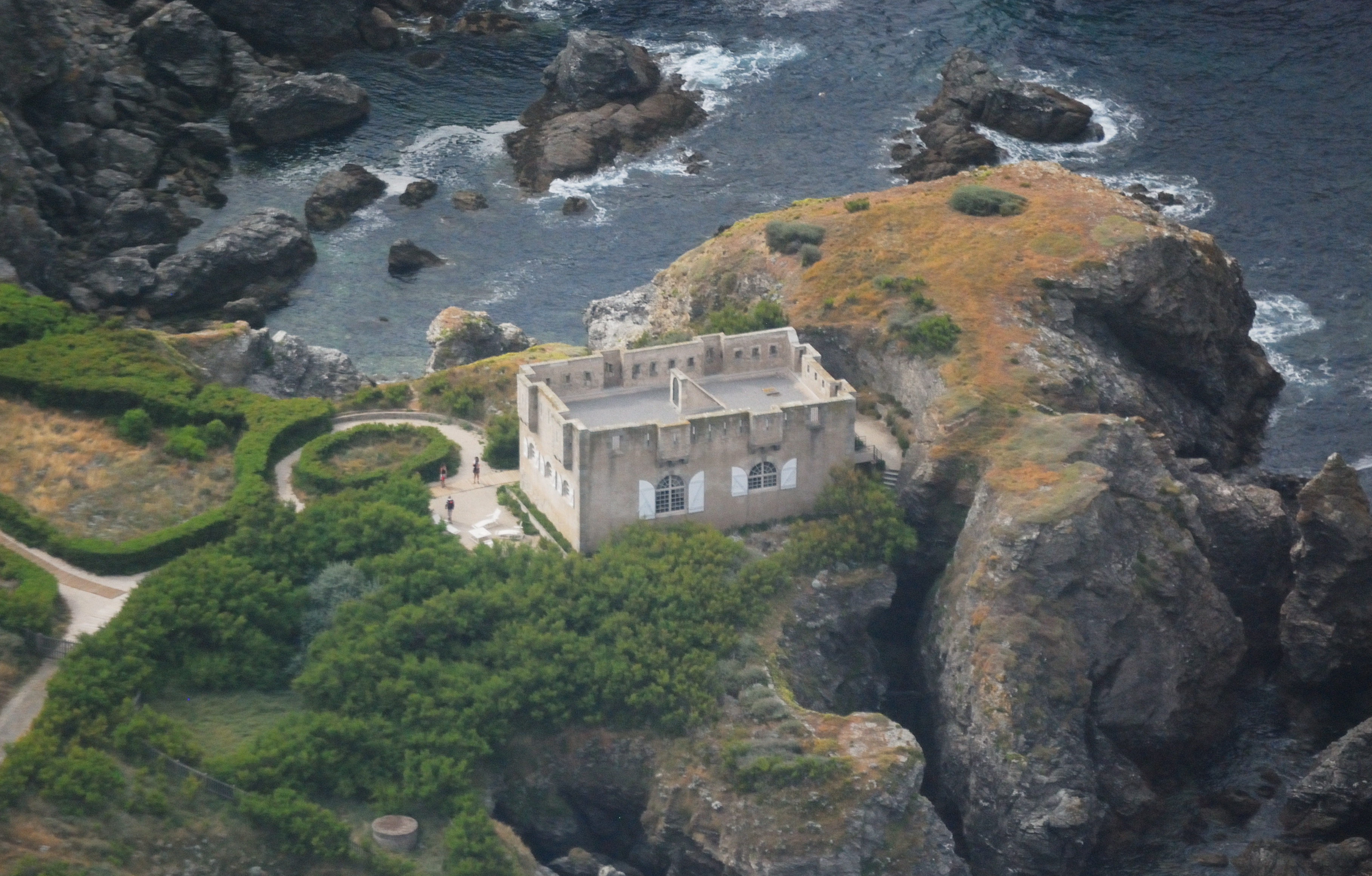
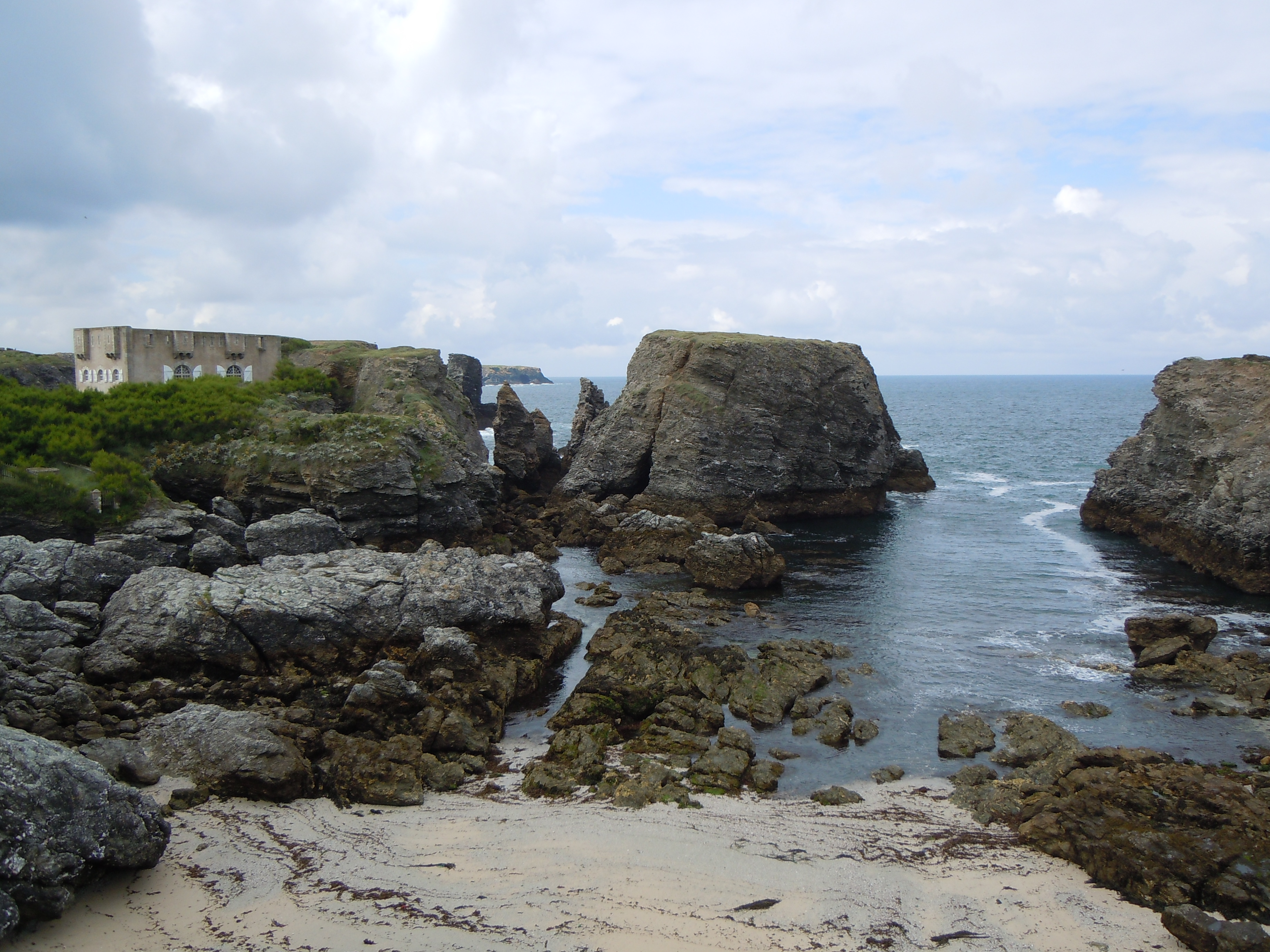

Bernhardt galt als kapriziöse Exzentrikerin, die sich mit zahlreichen Liebhabern umgab, darunter der Lebemann Charles Haas (1832–1902), das spätere Vorbild für Prousts Romanfigur Swann, der Schauspieler Jean Mounet-Sully und der Maler und Illustrator Gustave Doré. Sie verstand es, mit ungewöhnlichen Aktionen für sich und ihre Arbeit zu werben. So stieg sie in einer Montgolfière in den Himmel über Frankreich auf und ließ Fotos verkaufen, die sie schlafend oder beim Rollenstudium in einem Sarg zeigten. Ihre Wohnung beherbergte eine Menagerie heimischer und exotischer Tiere. Auf der Bühne beeindruckte ihre intensive Darstellung; berühmt waren ihre expressiven Sterbeszenen, von denen sie selbst berichtete, dass sie danach von der Bühne getragen werden musste und erst in ihrer Garderobe wieder zur Besinnung kam.
Als einflussreiche, engagierte Frau ergriff sie in der Dreyfus-Affäre Partei für den zeitweilig verfemten Schriftsteller und Fürsprecher Dreyfus’, Émile Zola. Sie war eine erklärte Gegnerin der Todesstrafe und setzte sich während einer Amerikatournee für den Eintritt der USA in den Ersten Weltkrieg ein, der Frankreich und ganz Europa zu verheeren drohte.

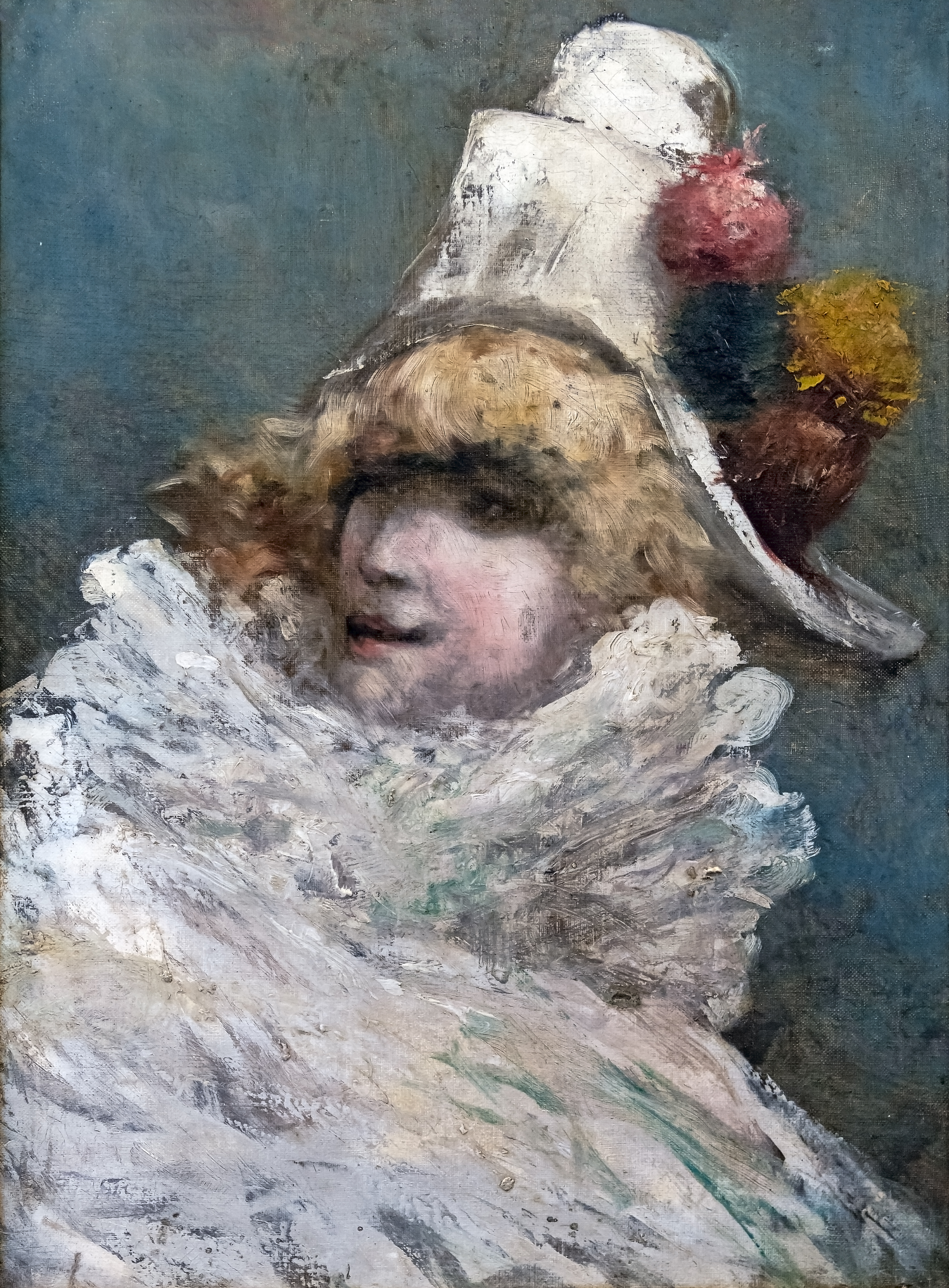
Sarah Bernhardt: Selbstporträt, 1910

Neben Romanen und Lustspielen verfasste Bernhardt 1907 ihre Memoiren (Mein Doppelleben). Damit inspirierte sie Marcel Proust, der in seinem Roman Auf der Suche nach der verlorenen Zeit die Figur der Schauspielerin La Berma nach dem Vorbild Bernhardts und die Hauptfigur Swann nach ihrem Geliebten Charles Haas entwarf. Außer beim Schreiben zeigte sie auch in der Malerei und Bildhauerei Talent.

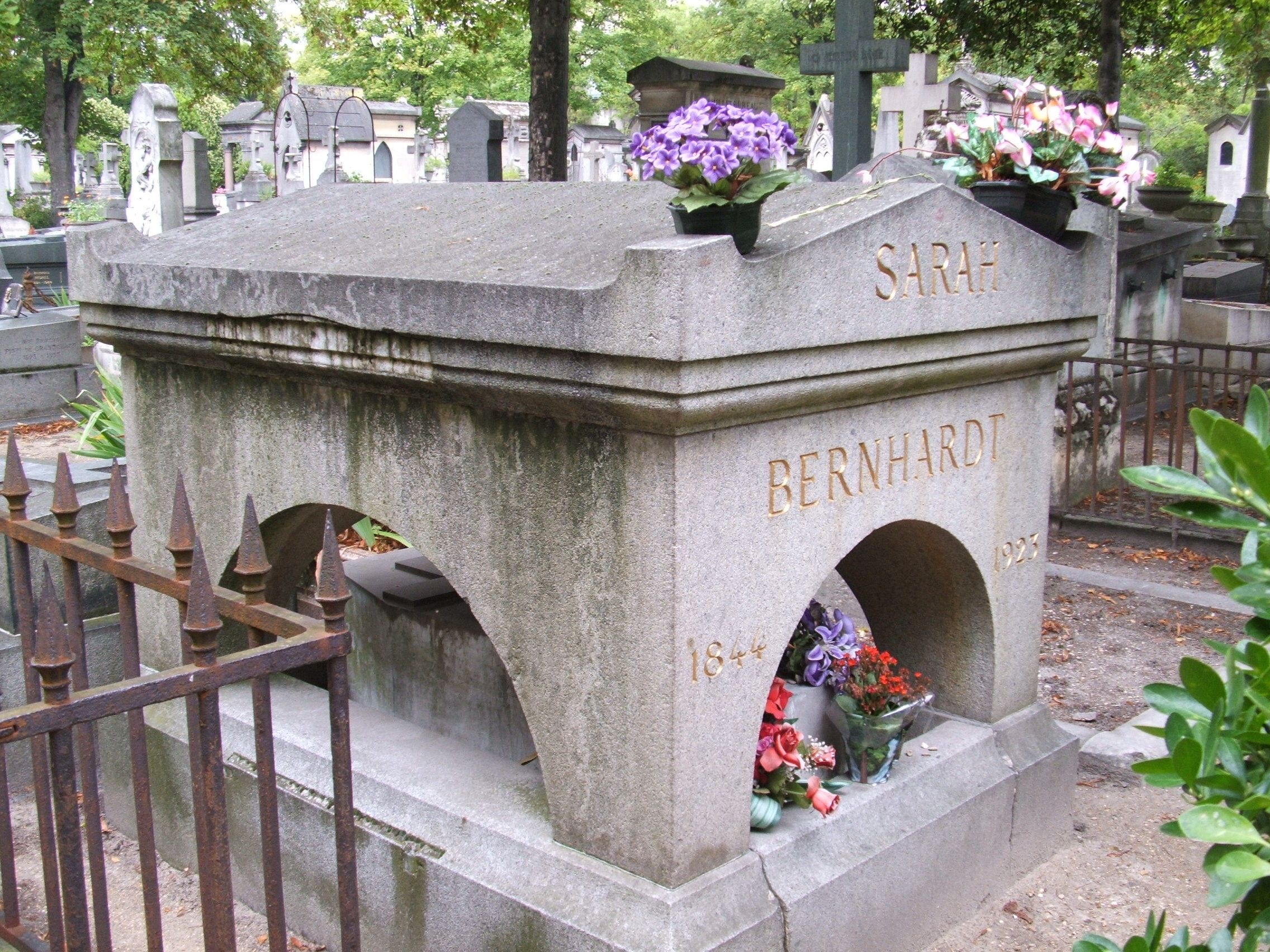
Sarah und Maurice Bernhardts Grab auf dem Friedhof Père-Lachaise

Im Jahr 1906 erhielt sie eine Professur am Pariser Konservatorium. 1914 wurde sie Mitglied der französischen Ehrenlegion, eine der höchsten Auszeichnungen ihres Heimatlandes.
1905 musste Bernhardt in Victorien Sardous Stück La Tosca in Rio de Janeiro auf der Bühne von einer Mauer springen und zog sich dabei eine schwere Knieverletzung zu. Nach jahrelangen Schmerzen und wegen der Spätfolgen einer Gangrän wurde 1915 ihr rechtes Bein amputiert. Von da an trat sie mit einer Prothese auf, was ihrer Wirkung und ihrem Erfolg keinen Abbruch tat. In späten Jahren wurde sie auf einem Sessel auf die Bühne getragen, wo sie sitzend ihre Rollen spielte. So wirkte Bernhardt während des Ersten Weltkriegs an der Betreuung französischer Truppen mit und spielte hinter der Front in Zelten, Scheunen und Lazaretten. Auch unternahm sie eine weitere Tournee durch die USA.
1900 übernahm sie in Le Duel d'Hamlet ihre erste Rolle in einem Kinofilm (Stummfilm), erklärte danach aber ihre heftige Abneigung gegen das neue Medium. Trotzdem trat sie später in weiteren Filmen auf, z. B. in La Tosca (1909), La Dame aux camélias (1911) und Königin Elisabeth von England (1912). All ihre Filmauftritte in den 1910er Jahren standen unter der Regie von Louis Mercanton. Ihre Stimme ist auf einigen Grammophonplatten und Phonographenwalzen dokumentiert (siehe unten).
Sarah Bernhardt starb am 26. März 1923 in Paris und wurde auf dem Friedhof Père-Lachaise beerdigt. Ihr wurde ein Staatsbegräbnis zuteil. Der Trauerzug soll der bedeutendste seit der Beisetzung des Schriftstellers Victor Hugo gewesen sein; mehr als eine halbe Million Menschen säumte die Straßen von Paris.

## Bedeutung

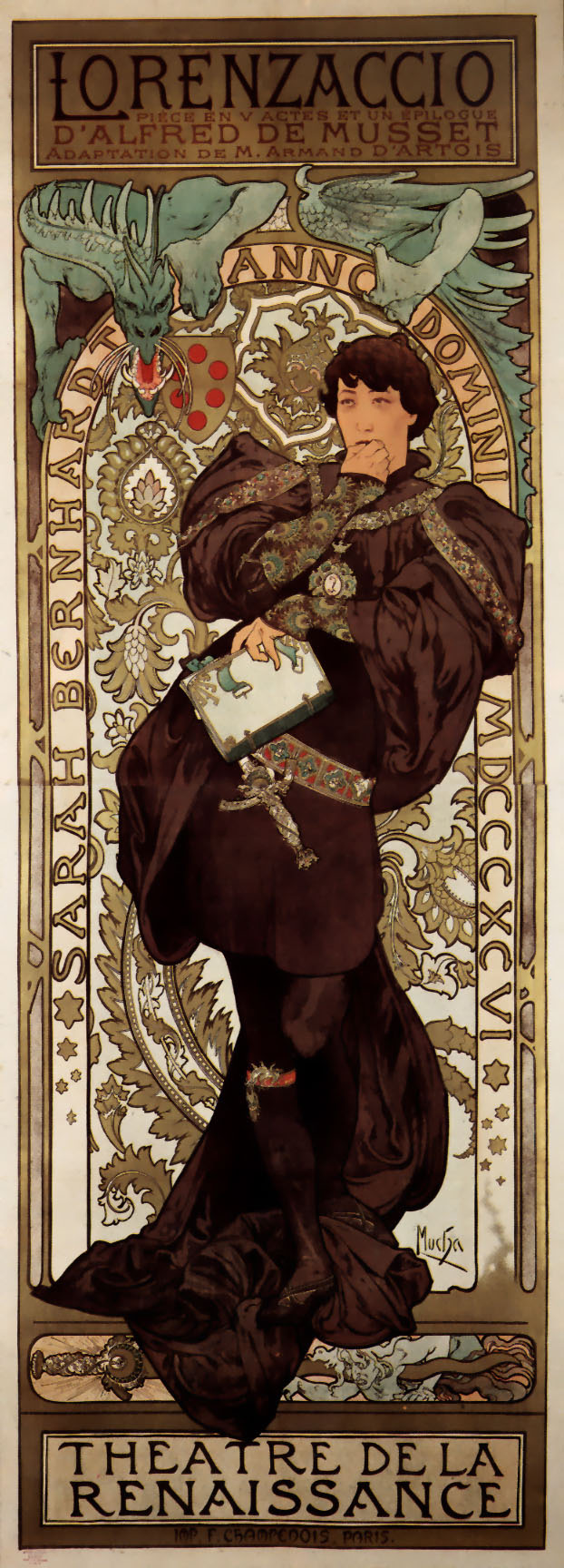
Bernhardt in der Titelrolle des Lorenzaccio, Plakat von Alphonse Mucha (1896)

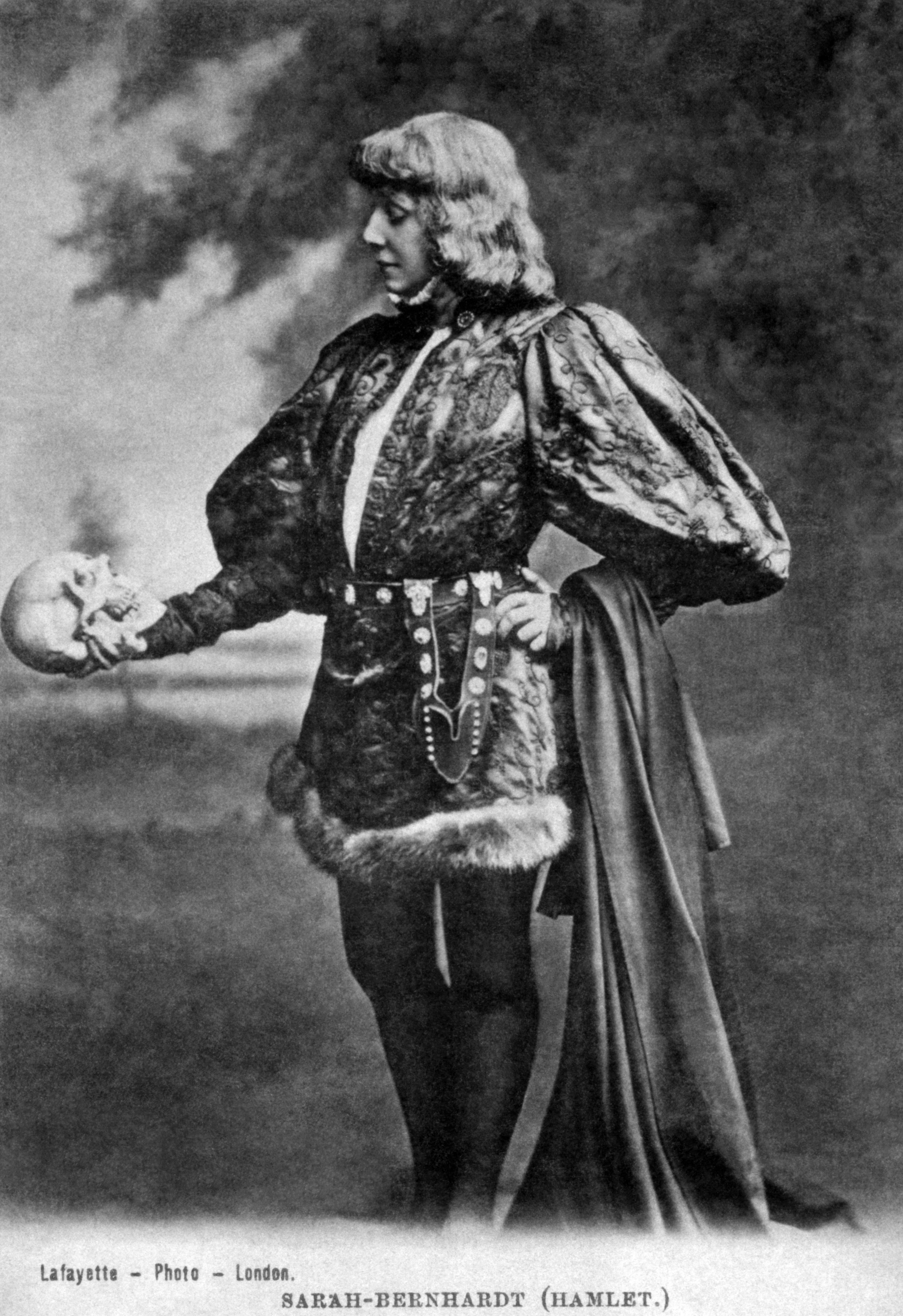
Bernhardt als Hamlet (1899)

Sarah Bernhardt wurde gerühmt wegen ihrer schönen Stimme, der Anmut ihrer Bewegungen und wegen ihres Temperaments.

„[…] Wahrhaftig, sie ist all der Aufregung wert, in die sie die Welt versetzt hat. Der Zauber, der von ihrer Persönlichkeit ausgeht, ist unbeschreiblich. Sie […] ist ein so von Geist durchdrungenes schönes Weib, daß jede Regung ihrer Seele zum Aufleuchten hellster Schönheit wird. Man weiß, daß sie zu allem Talent hat, sie malt, sie ist Bildhauerin. Das glaube ich wohl; denn sie ist nichts anderes als der von einem anmutigen und zugleich energischen Genius beseelte, jedem warmen Impulse dienstbare Leib einer so nicht leicht zum zweiten Male existierenden Frau. […] Ich weiß nur, daß ich etwas Schöneres als die Gesamtheit dieser Erscheinung und dieser Bewegungen niemals gesehen habe, wozu dann noch der Schmelz der Stimme kam, ein Wohllaut, weit über allen Gesang. […]“

Sie vertrat in Vollendung einen Theaterstil, der bald nach ihrer Zeit ebenfalls Vergangenheit war, einen romantischen Stil überschwänglicher Deklamation und großer Gebärden. Sie selbst äußerte sich über ihre Arbeit:

„Man hat mich oft gefragt, wie viele Stunden ich täglich arbeite. Aber ich erarbeite mir eine Rolle nicht vollständig. Ich gehe mechanisch vor, lerne Wort für Wort auswendig, drehe und wende die Textstellen, bis ich sie auch im schnellen Dialog absolut beherrsche. Dann, wenn ich erst einmal meinen Text ganz genau kenne […], mache ich mir keine Gedanken mehr darüber. Alles, was ich an Schmerz, Leidenschaft oder Freude zeigen muss, ergibt sich im Ablauf des Stückes. […] Man sollte nach einer bestimmten Körperhaltung, nach der Art und Weise eines Ausrufs nicht suchen, keinesfalls! Man sollte sie auf der Bühne finden …“

Ihre Begabung für emotionales Schauspiel gab ihr die Möglichkeit, als große Tragödin in klassischen Dramen ebenso wie in modernen Gesellschaftsstücken zu überzeugen. Sie hatte triumphale Auftritte als Phädra in der gleichnamigen Tragödie von Racine, aber auch in den romantischen Dramen Ruy Blas und als Dona Sol in Hernani von Victor Hugo. Bewundert und bestaunt wurde ihre Interpretation von Hosenrollen. So spielte sie 1896 die Titelrolle in dem Drama Lorenzaccio von Alfred de Musset und George Sand, 1899 den Hamlet in Shakespeares gleichnamiger Tragödie und 1901 den Herzog von Reichstadt in L’Aiglon („Der junge Adler“); Edmond Rostand hatte dieses Stück über den Sohn Napoleon Bonapartes eigens für sie geschrieben.

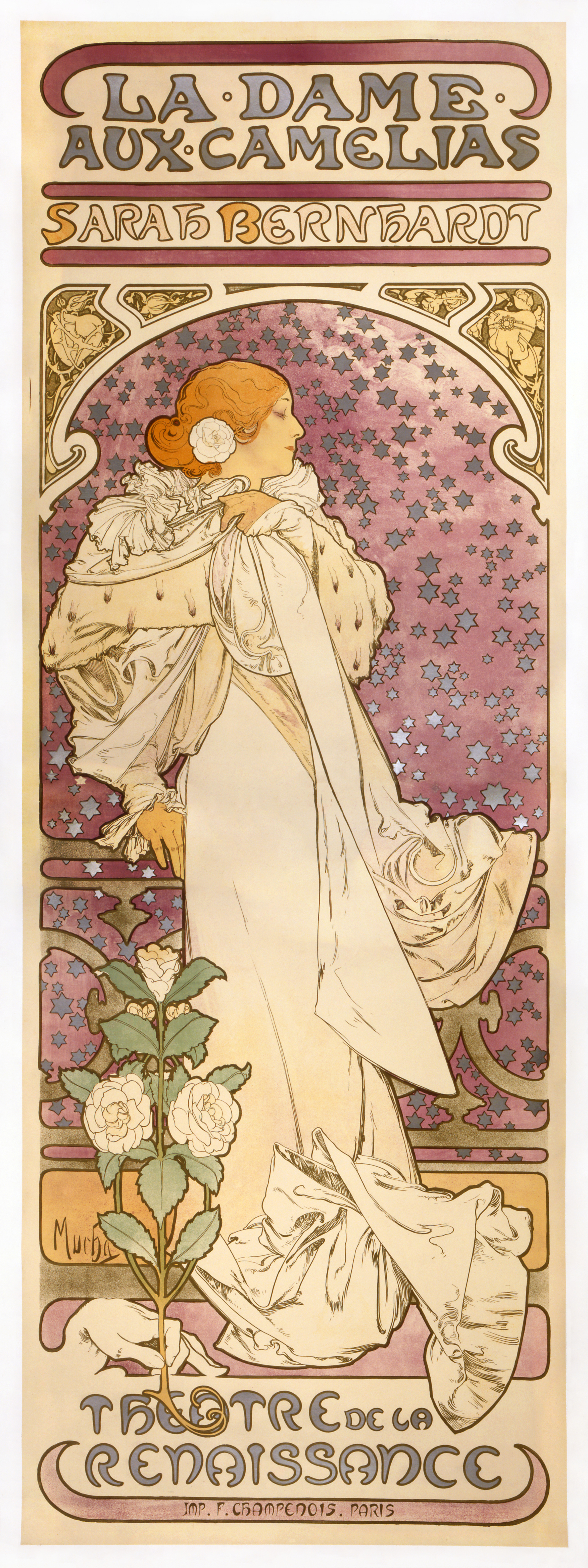
Bernhardt in der Titelrolle der Kameliendame, Plakat von Alphonse Mucha (1896)

Die prägende Rolle ihres Lebens war die der Kameliendame in dem Stück von Alexandre Dumas dem Jüngeren. Sarah Bernhardt spielte sie von 1880 an wieder und wieder, bis ins hohe Alter. Der Maler und Plakatkünstler Alfons Mucha, mit dem sie seit 1894 zusammenarbeitete, schuf 1896 für Sarah Bernhardt als Kameliendame ein Plakat, das vielfach als einer der frühen Höhepunkte der Jugendstil-Grafik betrachtet wird.
Ihre Filme wurden teils hymnisch kommentiert, aber, vor allem in der Rückschau späterer Generationen, auch kritisch beurteilt, so z. B. Königin Elisabeth von England:

„Sarah Bernhardts berühmtester Film vermittelt nur eine blasse Ahnung von ihrem wirklichen schauspielerischen Vermögen. Die Darstellungskunst der alternden Diva ist stark überzogen, und der nach dem Konzept der Film d‘Art realisierte Film machte keine Anstalten, Bühnentraditionen in den Film zu übersetzen. Sein großer Erfolg beruhte auf der Tatsache, daß er erstmals ein weltberühmtes Phänomen einem breiten Publikum vorstellte …“

## Literarische Werke von Sarah Bernhardt (Auswahl)
Sarah Bernhardt übersetzte Theaterstücke, schrieb Romane und ein Buch über das Schauspiel; ihre Memoiren veröffentlichte sie bereits 1907.
- Dans les nuages. Impressions d’une chaise. Charpentier, Paris 1878
  - dt. Ausgabe: In den Wolken. Die Abenteuer eines Stuhls. Übersetzung aus dem Französischen von Inken Henkel. ConferencePoint Verlag, Hamburg 2018, ISBN 978-3-936406-54-2.
- L’Aveu. Drame en un acte en prose, 1888
- Ma double vie. Mémoires. Charpentier et Fasquelle, Paris 1907
  - dt. Ausgabe: Mein Doppelleben. Memoiren. Deutsch von Franz Neubert und Dr. Frohwalt Küchler. Schulze & Co., Leipzig 1908[10]
- Adrienne Lecouvreur. Drame en six actes, Paris 1908
- Un cœur d’homme. Pièce en quatre actes, 1911
- Du théâtre au champ d'honneur. Pièce en un acte, 1916 (Digitalisat im Internet Archive)
- Joli Sosie. Roman, Editions Nilsson, Paris 1920 (Digitalisat im Internet Archive)
- Petite idole, 1920
- L’art du théâtre, Editions Nilsson, Paris 1923

## Filme (Auswahl)
Bernhardt zählt zu den ersten Künstlern, die in dem damals neu aufgekommenem Medium Film aufgetreten sind. Diese sind teilweise heute noch erhalten.
- 1900: Le Duel d’Hamlet
- 1911: La Dame aux Camélias
- 1912: Sarah Bernhardt à Belle-Isle
- 1912: Königin Elisabeth von England
- 1913: Adrienne Lecouvreur
- 1917: Mères Françaises
- 1921: Daniel

Bernhardts eigenes Leben war Thema des Films Die unglaubliche Sarah (The Incredible Sarah, 1976) mit Glenda Jackson in der Titelrolle.

## Rezeption und Inspiration
Der französische Schriftsteller Jules Verne traf Sarah Bernhardt im Herbst 1880, als sie während eines Gastspiels in seiner Geburtsstadt, Nantes, weilte. Verne verewigte sie in seinem Roman Der Findling von 1893 in der Figur der Schauspielerin Anna Walston.
In Oscar Wildes berühmter Geistergeschichte Das Gespenst von Canterville (1887) wird Sarah Bernhardt namentlich erwähnt. Im zweiten Kapitel wird sie mit der amerikanischen Bühnendarstellerin Fanny Davenport verglichen, wobei die aus Amerika stammende Familie Otis, die Ansicht vertritt, dass Davenhport die begabtere Schauspielerin sei (siehe hierzu engl. Originaltext The Canterville Ghost bei Wikisource).
Die Sarah-Bernhardt-Torte ist eine Torte, die in den 1920er Jahren erfunden wurde und sowohl in Deutschland als auch in Dänemark beliebt und verbreitet ist. Der Konditor Hermann Bernhardt aus Alpirsbach hätte sie ebenso gern als seine Kreation ausgegeben, wie einige seiner dänischen Kollegen. Wo und von wem sie tatsächlich erfunden wurde, ist bis heute unklar und Gegenstand von Diskussionen.
Da der Tortenboden mit Marzipan gebacken wird, sind Mandeln auch Teil der Verzierung.
Das 1925 entstandene Theaterstück Starlight, von Gladys Buchanan Unger, basiert lose auf der Karriere von Bernhardt. In Victor Sjöströms Verfilmung, die 1928 unter dem Titel Das göttliche Weib erschien, übernahm Greta Garbo die Rolle der Marianne.
Im Tafelservice berühmter Frauen von Vanessa Bell und Duncan Grant von 1932 ist ihr ein Teller gewidmet.
Der französische Pflanzenzüchter Victor Lemoine benannte 1906 eine Pfingstrose nach Sarah Bernhardt. Die mehrjährige Staude deren Blüten das rosa von Apfelblüten haben, wird noch immer als Gartenpflanze und als Schnittblume angeboten.
Das Lucky-Luke-Album Sarah Bernardt (Band 35) von 1982 behandelt eine ihrer neun Tourneen durch die Vereinigten Staaten.
2023 war die Schauspielerin Thema der Ausstellung Sarah Bernhardt. Et la femme créa la star im Petit Palais, Paris.

## Dokumentation
- Sarah Bernhardt – Pionierin des Showbusiness. Regie: Aurine Crémieu, ARTE F, Frankreich, 53 Minuten, 2022